# Гореня Каномля
Гореня Каномля (словен. Gorenja Kanomlja) — розсіяне поселення в горах на північний захід від Ідрії, Регіон Горишка, Словенія. Висота над рівнем моря: 555,8 м.